# Coppet
Coppet (toponimo francese) è un comune svizzero di 3 151 abitanti del Canton Vaud, nel distretto di Nyon.

## Geografia fisica
Coppet è bagnato dal lago di Ginevra e fa parte della regione della Terre-Sainte.

## Monumenti e luoghi d'interesse

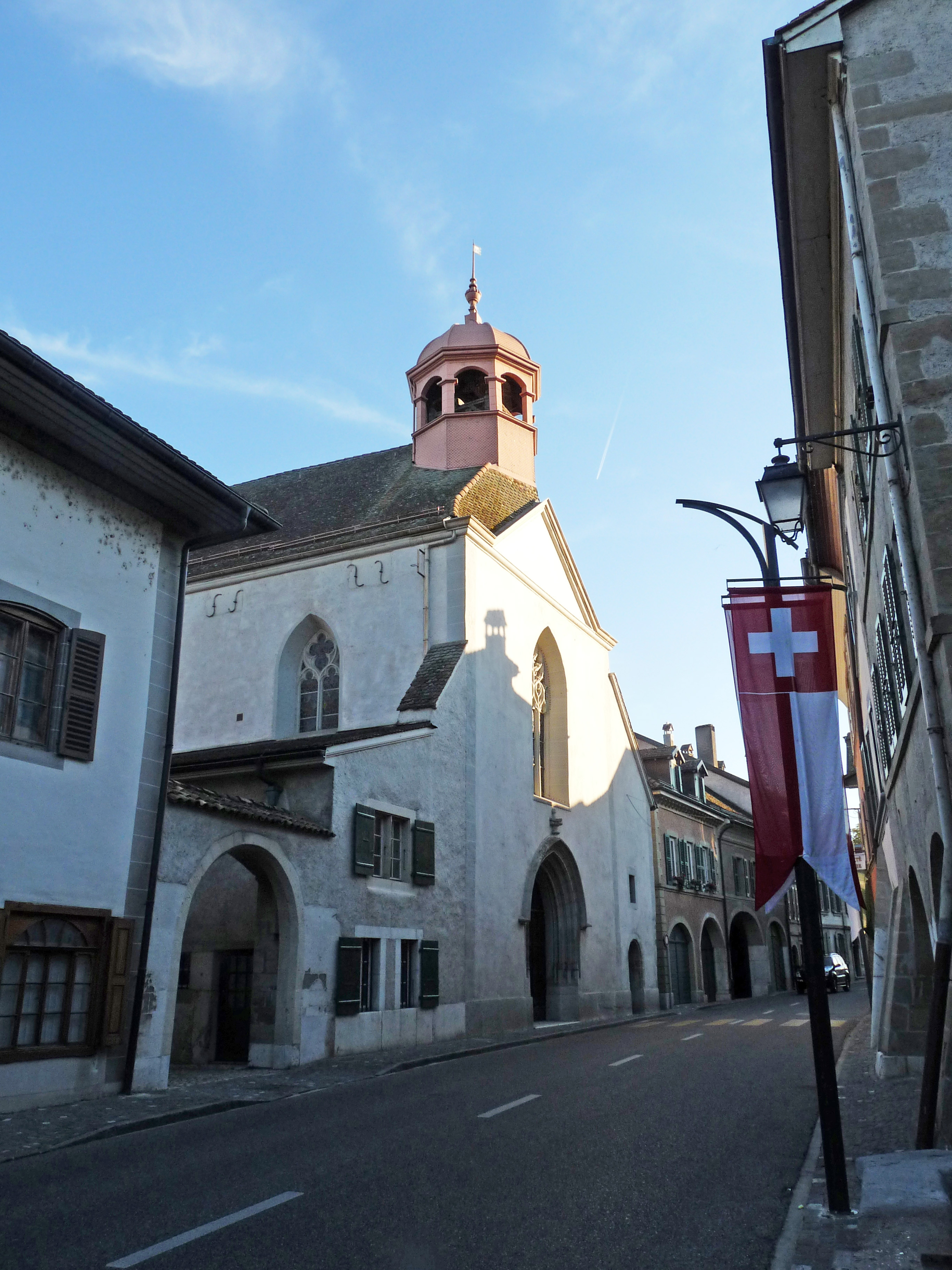
La chiesa riformata

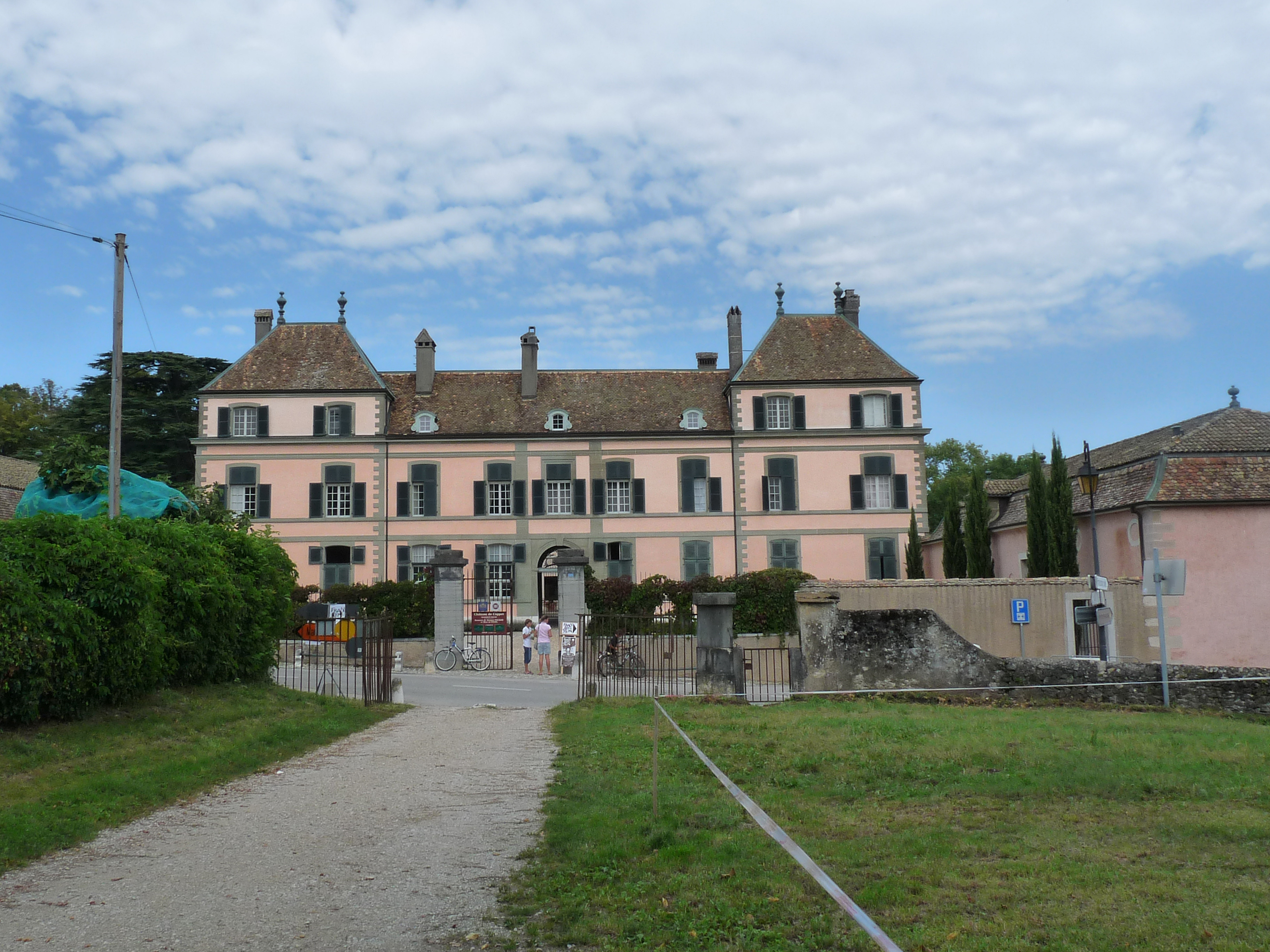
Il castello di Coppet

- Chiesa riformata, eretta nel 1500-1510[1];
- Castello di Coppet, attestato dal 1300 e ricostruito nel 1665[1], con mobili del XVIII-XIX secolo[senza fonte];
- Case ad arcata del XVI secolo[senza fonte].

## Società

### Evoluzione demografica
L'evoluzione demografica è riportata nella seguente tabella:
Abitanti censiti

## Infrastrutture e trasporti

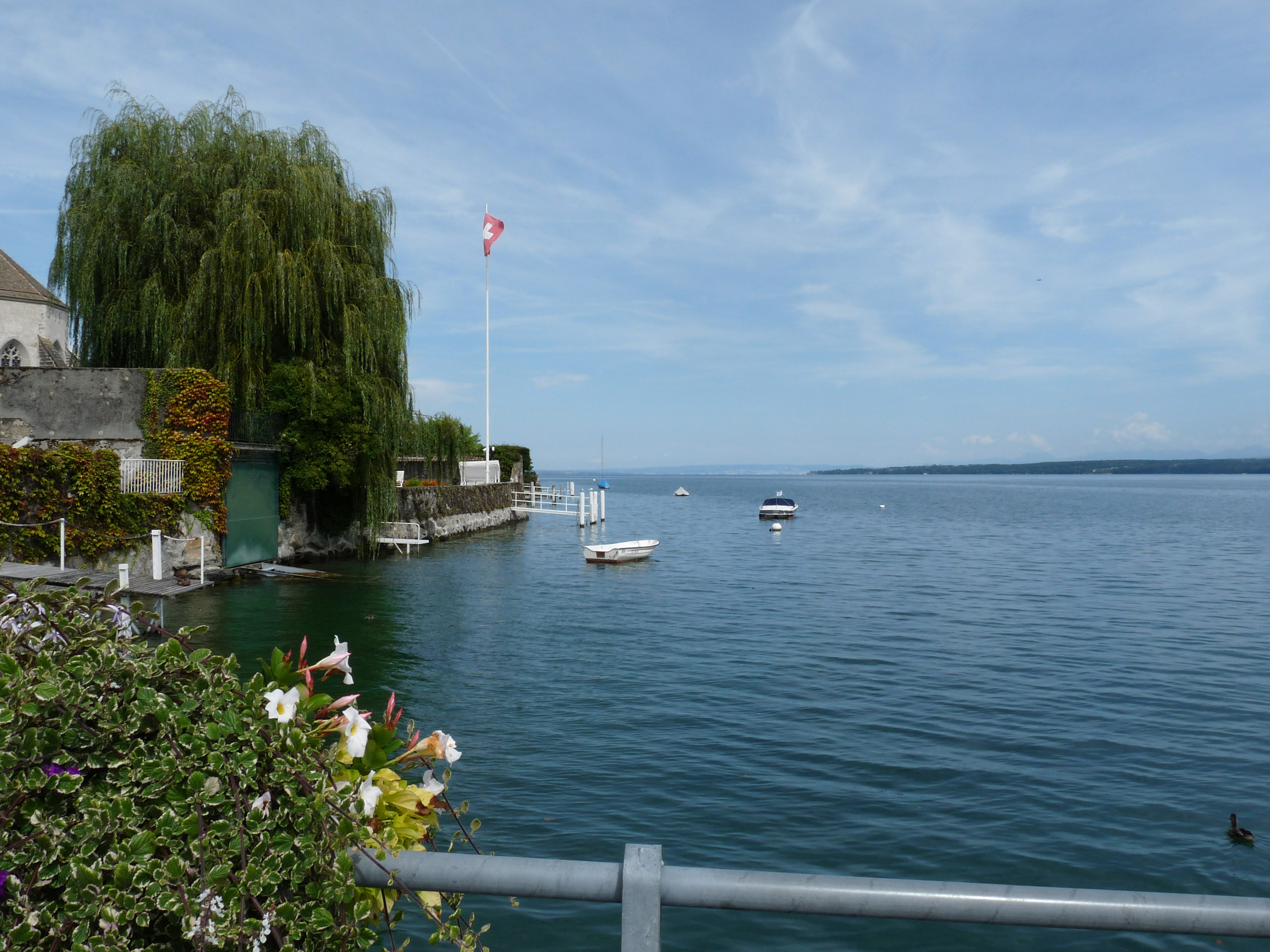
L'imbarcadero di Coppet

Coppet è servito dall'omonima stazione sulla ferrovia Losanna-Ginevra, dall'imbarcadero per i battelli della Compagnie Générale de Navigation sur le lac Léman e dall'autostrada A1 (uscita 10 Coppet). È attivo un collegamento in autobus con la vicina Francia (Divonne-les-Bains).

## Amministrazione
Ogni famiglia originaria del luogo fa parte del cosiddetto comune patriziale e ha la responsabilità della manutenzione di ogni bene ricadente all'interno dei confini del comune.